# Alexander Zickler
Alexander Zickler, né le 28 février 1974 à Bad Salzungen, est un footballeur allemand. Il évolue au poste d'attaquant.

## Carrière
Pendant douze ans, il évolue au Bayern Munich, remportant un nombre important de trophées pendant la période faste du club. Cet attaquant n'est cependant jamais un vrai titulaire au sein du club bavarois. Il est surtout un remplaçant de luxe derrière des joueurs comme Giovane Élber, Carsten Jancker puis plus tard Claudio Pizarro. 
Peu prolifique, il est surtout réputé pour sa vitesse.

## Palmarès

### En club
- Vainqueur de la Coupe intercontinentale : 2001 (Bayern Munich).
- Vainqueur de la Ligue des champions : 2001 (Bayern Munich).
- Vainqueur de la Coupe UEFA : 1996 (Bayern Munich).
- Champion d'Allemagne : 1994, 1997, 1999, 2000, 2001, 2003 et 2005 (Bayern Munich).
- Champion d'Autriche : 2007 (Red Bull Salzbourg)
- Vainqueur de la Coupe d'Allemagne : 1998, 2000, 2003, et 2005 (Bayern Munich).
- Vainqueur de la Coupe de la Ligue d'Allemagne : 1997, 1998, 1999, 2000 et 2004 (Bayern Munich).
- Meilleur buteur du Championnat d'Autriche: 2007 (Red Bull Salzbourg) avec 22 buts

### Distinctions personnelles
- Élu meilleur footballeur autrichien de l'année en 2006[1].
- Meilleur buteur du Championnat d'Autriche en 2007 (22 buts) et en 2008 (16 buts)